# Erythroxylum amplum
Erythroxylum amplum är en tvåhjärtbladig växtart som beskrevs av George Bentham. Erythroxylum amplum ingår i släktet Erythroxylum och familjen Erythroxylaceae. Inga underarter finns listade i Catalogue of Life.